# Suppli Mode
Suppli Mode （サプリモード）は、日本の4人組アイドルユニットである。
2009年結成。アップヒル・エンタテインメント所属。

## 概要
2009年3月28日にデビューライブを大塚Deepaで行い、その後月に10回程度のライブを行っている。主なライブ会場は、大塚deepa、渋谷DESEO、渋谷ルイードK2、表参道FAB、原宿アストロホール、新宿ルイードK4、新宿村ライブ、吉祥寺SHUFFLE、LIQUIDROOM  等。インターネット番組「さぷりDE Kiss！」をYouTubeで配信している。毎週金曜日の23時に更新。
いわゆるインディーズアイドル（地下アイドル、ライブアイドル）の中では、正統派アイドルユニット的な存在である。楽曲の殆どはオリジナル曲で構成され、カバー曲も専用のリミックスが施されている。ライブ中のファンのコールはメンバーの名前や、歌詞との関連性が強いものが使われている。

## メンバー
- 宇沙美玲奈 （うさみれいな、1986年7月23日 - ）
  - 愛称は「うさみぃ」。身長156cm、血液型はO型。東京都出身。ラウンドワン「ダーツギャルズ」としても活動中。
- 美波映里香 （みなみえりか、1986年10月29日 - ）
  - サプリモードのキャプテン。愛称は「みなえり」、「キャプテン」、「みなみ氏」。身長148cm、B89・W59・H86センチ、血液型はA型。埼玉県出身。2010年1月22日、4枚目となるグラビアDVD「せつなの恋人」を発売。
- レオーニ （LEONIE、1991年3月8日 - ）
  - 愛称は「レオ」、「レオにゃん」。身長160cm、血液型はA型。日本とアメリカのハーフ。フロリダ生まれ日本育ち。
- 鈴木朱音 （すずきあかね、1991年11月22日 - ）
  - 愛称は「すぅさん」。身長160cm、血液型はA型。埼玉県出身。

## 略歴
- 2009年
  - 3月28日 - デビューライブ（大塚Deepa）
  - 4月29日 - Suppli Mode初のトリ!更に新曲も「未来はきらめく場所にある」披露（吉祥寺SHUFFLE）
  - 6月8日 - みなえり作詞の新曲も「Kira☆Kira」披露（表参道FAB）
  - 6月27日 - 新曲「恋愛革命」披露（新宿村ライブ）
  - 7月11日 - 大阪初遠征 - テレビ大阪アイドルスナイパー公開収録（世界館）
  - 7月29日 - 高山えみり卒業（渋谷RUIDO K2）
  - 8月9日 - 新生サプリモード（4人体制）お披露目（大塚Deepa)　
  - 8月18日 - サプリモード初のカバー曲（C-C-B）「元気なブロークン・ハート」披露（上野ブラッシュ）
  - 8月22日 - 名屋初遠征（Live & Party 51）
  - 8月23日 - サプリモード通算50本目のライブ（渋谷asiaP）
  - 9月29日 - 新曲「Love bird」披露（渋谷O-EAST）
  - 10月7日 - 楽曲「サンライズ・サプライズ」の収録されたコンピレーションアルバム「NEO IDOL SUPER COMPILATION Vol.2」発売
  - 10月29日 - 美波映里香バースデーライブ（上野ブラッシュ）
  - 11月8日 - スカパーMusic Japan TV『アイ活!! #5』収録イベント（秋葉原ディアステージ）
  - 11月21日 - 新曲「アニバーサリー ～しあわせの贈りもの～」披露（上野ブラッシュ）
  - 12月18日 - 初ワンマンライブ「さぷり DE ど----ん！！〜X'mas mode〜1stプチワンマン」開催（大塚Deepa）
- 2010年
  - 1月10日 - サプリモード通算100本目のライブ（吉祥寺CLUB SEATA）
  - 1月27日 - 1st Debut Maxi Single 「Lovebird」発売
  - 3月14日 - 山田花織卒業（初台DOORS）
  - 3月20日 - 新メンバー（鈴木朱音）お披露目、および新曲「光輝く世界」披露（上野ブラッシュ）
  - 5月16日 - 活動休止（吉祥寺CLUB SEATA）

## 主な楽曲
- サプリなKiss
- HAPPY☆HAPPY LIFE
- サンライズサプライズ
- 未来はきらめく場所にある
- kira☆kira
- 恋愛革命
- 元気なブロークン・ハート ※C-C-Bカバー曲
- Lovebird
- アニバーサリー ～しあわせの贈りもの～
- 光輝く世界

## 出演

### インターネット番組
- さぷりDE Kiss！（毎週金曜日の23時に更新）
- みんなの願いを叶えたい!日曜（あっ!とおどろく放送局、2009年3月29日出演）

### テレビ
- アイドルスナイパー（テレビ大阪、2009年8月22日出演）

## ディスコグラフィー

### コンピレーションアルバム
- NEO IDOL SUPER COMPILATION Vol.2
  - 「サンライズ・サプライズ」収録、2009年10月7日発売、MMEレコード (MMEA-00001)

### マキシシングル
- Lovebird
  - 2010年 1月27日発売、MMEレコード (MMES-00006)
  - 収録曲

  1. Lovebird
  2. 恋愛革命
  3. kira☆kira